# 捍衛者
《捍卫者》（日語：ゲートキーパーズ）是1999年12月16日角川书店发售的PS游戏，由角川書店、ESP、GONZO制作。曾改编为漫画在月刊少年Ace和轻小说在角川Sneaker文庫上刊登过。也改编为动画在WOWOW于2000年4月至9月播放。

## 剧情概要
讲述1960年代日本经济高速发展时期，疑似外星生命体「入侵者」 （インベーダー）暗中入侵地球，而使用门能力的人们——守卫者（Gate Keepers）所建立的组织暗中对抗的故事。

## 登场人物

### 依萨斯（A.E.G.I.S）
浮矢瞬（配音：櫻井孝宏、能登麻美子（童年時）（日本）；陳廷軒（香港））
本故事主角，疾风门使用者，能赋予物件风速的力量冲击，主要使用剑引导力量对敌人攻击，为所有门中的最强的门能力者。十分热血正直的青年，后来成为依萨斯远东分部的行动队长。兒时与生泽琉璃子相邻（漫畫與遊戲版中兩人為第一次認識），后来由于搬家而分开，并送予琉璃子自己制作的恐龙玩具，使琉璃子一直暗中喜欢他。对父亲因为了工作而没能守约而怨恨，直到得知父亲也是疾风门使用者并服务于依萨斯和制作了最初的gate引擎，而当时也为了遵守与儿子的约定而使用了不稳定的gate引擎而意外身亡，而谅解了父亲。
小说篇中，在1970年5月远东支部被死亡绅士攻陷时，被死亡绅士两次杀戮之瞳攻击几乎身亡，被琉璃子用尽生命门的力量救活，最终只击倒无限魔兽，而让死亡绅士逃脱。为了保护失去能力的琉璃子而抛弃了琉璃子，后来与五十铃阳子结婚并育有女儿绫音，希望过着平常的生活，1985年10月接受影山的邀请，加入重建的AEGIS。1988年2月最终与死亡绅士同归于尽。
愛車是豐田 Sports 800。

生泽琉璃子（配音：川澄綾子（日本）；吳小藝（香港））
生命门使用者，能给予生命以疗伤的能力，使用特殊的箭将能力射出攻击敌人。与浮矢瞬曾经是幼儿园的青梅竹马，直到瞬搬离，然后与动画故事开篇重新相遇。在学校是品学兼优，家政能力优良的良好女生，暗恋瞬。由于兒时经常流鼻涕而被瞬叫为「（琉璃涕，音近鼻涕虫）」，也因此而发奋学习。在被惠诱导其堕化也利用其希望被人认同而不是鼻涕虫的欲望。直到瞬告诉其喜欢她才恢复。
小说篇中，在1970年5月远东支部攻陷中被死亡绅士的杀戮之瞳攻击，并大量使用生命门救治被死亡绅士伤及的AGIES成员，后来为了救治濒临死亡的瞬而用尽生命门的力量而失去门能力，并且被瞬暗中保护其以其失去能力为由而剔出AGIES。后来大学毕业后到离岛教书，并与其他人结婚。

朝露丽子（配音：飯塚雅弓（日本）；曾佩儀（香港））
幻音门使用者，能利用音乐产生幻觉的能力，通过弹琴来对敌攻击。性格严重天然迷糊，富家千金，父母经常外出工作和感情分离而没照顾其，只有与其管家居住而感到孤单，而寄情于音乐。十分喜欢幻想自己拥有魔法，所以加入原因是为了成为一名“魔女”。因为天然特性而被惠嘲讽其为累赘，而发奋改变自己，在最后发挥了自己的能力。
小说篇提及在1985年前与某小提琴家结婚后，1979年移居瑞士。

近卫薰（配音：高野直子（日本）；姜麗儀（香港））
迫击门能力者，能因压力发动更大力量的能力，而格斗技攻击敌人。靜岡人，相当活泼的女生，因为小时候看见奥运跑步冠军而一心想超越，但体育比赛上由于能力觉醒而被判作弊而十分失望，起初加入依萨斯只是为了证明自己的能力，但看到依萨斯的成员为保卫地球而奋斗，和明白到自己也有为了奋斗而不单是依靠自己的能力，最终改变了决心，加入了依萨斯。喜欢瞬。
小说篇有参加保护远东支部的行动中。

鳳妃玲（凤）（配音：西村千奈美（日本）；龍德瓊（香港））
百兽门使用者，能操纵动物的能力，在动画版中则为烈焰门使用者，能发射动物形态的火焰来攻击敌人。由上海分部支援日本分部的人员，性格活泼，但小时候哥哥早亡，爺爺被抓，家境复杂。
小说篇提及在1985年前在远东支部攻陷事件后回归中国，找到家人后，去了属于英国殖民地的香港。

詹姆· 史加拿占（Jim Skylark，配音： 三木眞一郎）
音速门使用者，能极快移动的能力。英国分部人员，性格豪迈，喜欢飙车，与瞬关系一般，认为瞬过于热血会阻碍工作，与纯等人来日本测试gate机器人的性能，但见识到瞬能操纵他们无法操纵的gate机器人并打败入侵者干部后而另眼相看。
小说篇最先向远东支部报告AGIES的海外支部被入侵者瓦解中，并带领其他门能力者组建游击队继续对抗入侵者。

纯·桑达斯（Jun Thunders，配音：井上喜久子）
雷电门使用者，能产生雷电的能力，动画篇为北美分部人员，与詹姆等人来日本测试gate机器人的性能。

防人操（配音：小西宽子）
铁壁门使用者，动画篇则为知觉门使用者，能感觉敌人的位置，和惠的人设相似，来自西德分部的人，和詹姆，纯等人来日本测试gate机械人的性能。

北条雪乃（配音：鈴木真仁（日本）；程文意（香港））
冰雪门使用者，能召唤风雪的能力。说话带有和歌风格。可能是过去存在的人（推測是平安時代），古时曾喜欢的人因征战而死，而对生命感叹无常，但最终在瞬的开解下感化。之后一直在依萨斯遭遇困难时出现相助。
小说篇中认识幽灵少女。

铁惠（配音：愛河里花子（日本）；黃玉娟（香港））
铁壁门使用者，能产生屏障的能力，动画篇中对应防人操原有人设的角色。性格冷淡，十分勤奋，成绩优异，视琉璃子为学习竞争对手，家中开有拉面店，而且比较贫困而害怕被其他人看小。在一个老师变成入侵者后能力觉醒，加入依萨斯也只是为了能与琉璃子更好的竞争。最先发现影山零士是暗黑门使用者，但为了体现自己的强大而故意与零士合作，捉住留理子并利用自己堕化的能力——入侵——来诱导其堕化。后来被零士说成是道具而被抛弃。
小说篇中救下了被巨大黑暗Gate门吸入的影山，一直协助保护着影山。

司令（配音：有本欽隆）
依萨斯日本分部的司令，九州熊本人，表面身份是依萨斯日本分部的掩护组织盾神高校的校长，原名为時渡哲也，是二战时神风敢死队的自杀机师，后来被美军俘获救下，最终选择为人类奉献。
小说篇中在远东支部攻陷事件后，试图说服被欺骗的各国首脑重建AGEIS而被嘲讽，最终病倒。

落合恵子（配音：长泽美树（日本）；黃玉娟（香港））
司令的秘书，表面身份是盾神高校的校医，对司令十分关心和暗恋司令。

眼镜（配音：小櫻悅子（日本）；黃玉娟（香港））
日本分部的技术总监，与瞬同级，原名为目黒兼武
語尾是「～的啦」（～でヤンス）。
小说篇中，在远东支部攻陷事件中被死亡绅士伤及，而被送院。

番場長太郎（配音： 子安武人）
通称「番長」（日文漢字的老大）。兵庫姫路市的热血青年。十分喜欢依萨斯的女生，并加上来称呼。起初只是疑似门能力者，没实际能力，作为眼镜的后勤人员。动画最后能力觉醒，能力为粉碎。
小说篇中，在远东支部攻陷事件扮演重要的角色。后来也失去能力，过着普通的生活。

### 入侵者
影山零士（配音： 関智一）
黑暗门使用者，擅长蛊惑人心，表面像英俊，体育学习的一流的学生，实际是入侵者的实际指挥。
原名为光岡有士，原拥有能预测未来的眼光门能力。家境富有，但父亲被人欺骗错误投资，虽然自己预见到欺骗者的想法，但被父亲阻止，最终导致家境衰败，自己也被人唾弃，并视为怪物，而对全部人类感到失望，认为全部人类是为欲望而生存的害虫，也导致门能力的堕化，和被入侵者赏识利用。以影山零士的名义入读瞬的学校，设立了社会思想研究会来愚惑人们支持他的主张，并嫁祸依萨斯才是导致社会腐败的根源，吸收了赏识他的入侵者干部的力量，成功占领日本政府自立为内阁首相，最后被瞬打败。
小说篇中，在被瞬打败后吸入巨大黑暗Gate时，看到入侵者将来的发展，并被铁惠救起。后来选择帮助AGEIS保护远东支部，并起到重要作用。后来AGEIS被彻底击垮后，利用眼光门的能力大力投资获得巨资，暗中重建地下AGIES组织并资助盾神高校以保护其地下的AGEIS基地，后来并邀请瞬加入地下AGEIS。

悪魔伯爵（配音：柴田秀勝）
入侵者干部成员，中世纪欧洲信仰恶魔的魔术师，擅长利用人心进行精神攻击，最后被零士收服。

機械将軍（配音：飯塚昭三）
入侵者干部成员，死去的纳粹军人，能融合机器来强化战斗力，最后被零士收服。

幽灵少女
入侵者干部之一，手持用包裹其作为其存在的头骨的水晶球，能力为空间消失，能消除特定空间的物质，小说篇中与死亡绅士共同摧毁了AGEIS的基地。OVA篇为实际的入侵者领导。

死亡绅士
小说篇中登场，入侵者干部之一，身着如同绅士般的青年，具有杀戮之眼（死神の眼），能通过任何方式看见其眼光的人吸收其生命使人死亡，由于不能过量吸收生命而常带着特制的眼睛，需要使用能力时才脱下。与幽灵少女共同摧毁了全部的AGEIS基地，最后被瞬同归于尽。

无限魔兽
小说篇中登场，入侵者干部之一，能力为吞噬人并获得其肉体的能力和记忆并能伪装为被吞噬的人。在动画篇远东支部被影山攻击时已经将AGEIS的总司令吞噬伪装，宣布放弃远东支部。小说篇中对各国首脑和AGEIS各基地宣布解散AGEIS，在死亡绅士攻陷远东支部时，利用总司令作为门能力的空间扭曲攻击瞬等人，后来被瞬消灭。

次元魔王
入侵者干部之一，能力外貌不明，被詹姆的游击队消灭。

### 其他人物
小川薔薇子（配音：松澤由美）
动画篇人物，总在依萨斯出动地方出现的神秘女性，在依萨斯出动扬起大风时捂住被大风吹起的裙子，并说着。实际为依萨斯的秘密队员。

浮矢朗美（配音：千葉千恵巳）
动画版登场，瞬的妹妹，天真爛漫的性格，十分关注哥哥，和雪乃为好友。

浮矢和子（配音： 菱美百合子）
动画版登场，瞬和朗美的母亲。

浮矢俊次郎（配音： 宇垣秀成）
动画版登场，瞬和朗美的父亲，在瞬小学时交通意外死亡，由于沉迷于工作而被儿子误解。
实际为依萨斯工作，被制作了gate引擎，本身可能是不自知的疾风门能力者，为了守时赶上儿子的小学毕业礼时，意外发动了能力导致引擎失控而车祸身亡。

## 用词
门／闸门
一种从异世界提取能力，使人类能使用超能力的能力，和魔法阵形式相似。能召唤门的人被称为门能力者（或门守卫者），在发动时发动者呼出“Gate Open（普遍语系为英文，只有凤是以中文“开门”代替）”以召唤阵式，为两个嵌套的同心圆，颜色因应能力不同而不同，召唤出的阵式通过依附于物件并击向目标，或作为效果发动器产生效果来作用目标。
门能力可能能通过遗传来继承（其中以浮矢瞬和其父亲，和其女儿五十铃绫音都为疾风门能力者。）。
门能力者被负面情绪不断影响下，会堕化为负门能力者，门的颜色均为黑色，且门的能力会与原能力相反。
在OVA篇中，在正篇出现过的门能力可能被影山零士复制成电子信息，由五十鈴綾音通过移动电话发动使用。
入侵者
，疑似外星生物，于1945年左右被首次发现，平时伪装成普通人（也有伪装为动物）生活在人类社会中，此人群一般早期个人资料不完整和被插入不真实的早期记忆，脾气颇为恶劣。受到特殊电磁波“召唤”时会失去自控，并戴上黑色墨镜恢复为类似黑衣人的外貌，并聚集行动，类似机械生命体。拥有若干干部。被门力量击中后会还原为晶体并粉碎。
根据影山零士所称，其实为过去的负门守卫者制造并不断复制出来的机械体，以吸收人类所散发的欲望为生。
小说篇在摧毁AEGIS后已经开始转入潜伏于人类生活中，在遇到门能力者时才现形袭击。在OVA篇中，入侵者可以通过感染充满负面情绪的人使其转化为入侵者。
依萨斯（A.E.G.I.S）
全称为外星人全球拦截系统（Alien Exterminating Global Intercept System），名称取自于希腊神话的神盾埃癸斯，为对抗疑似外星物入侵者而成立的全球性半公开组织，总部位于纽约的联合国大厦，在世界各国都有分部，日本分部位于表面掩护组织盾神高中地下。
在日本拥有几乎遍布全国的信息和人员分布以收集入侵者和门守卫者的情报与适当关于入侵者的情报控制，招募疑似门守卫者来对抗入侵者，和对支援门守卫者的设备研发，其行动许可证拥有极高的行政级别。
小说版被入侵者同时攻击各分部并伪装成总司令宣布目的已完成而被破坏瓦解并解散。
在OVA篇中，由影山零士重建为A.E.G.I.S NETWORK，并为现存的门能力者（五十鈴綾音）提供支援。

## 游戏作品

### 制作人员
- 原案，导演，编剧：山口宏（日语：山口宏 (脚本家)）
- 人物设定、作画导演：後藤圭二
- 作曲・音楽企劃製作：田中公平
- 音響監督：鶴岡陽太
- 超前科技设计：前田真宏
- 战斗系统：西谷英晃（超音速）
- 监制：畔田晃伸（ESP）、高梨聡子、中島伸治（GONZO）
- 旁白：矢島正明（日语：矢島正明）

### 主題歌
片头曲「ゲートキーパーズ1970」
作詞：山口宏
作曲：田中公平
編曲：岩崎文紀
演唱：遠藤正明
插入曲「サイケデリックでGO!GO!」
演唱：フォークイントルーダーズ（櫻井孝宏、川澄綾子、高野直子、小西寛子、飯塚雅弓、西村ちなみ、井上喜久子、岩男潤子）

## 动画

### 制作人员
- 原作：佐藤順一、角川書店、GONZO
- 原案，系列构成：山口宏
- 总导演：佐藤順一
- 导演：千明孝一
- 人物设定：後藤圭二
- 动画监制：黒田和也
- 机械设定：小林诚（日语：小林誠 (イラストレーター)）、増尾昭一
- 超前科技设计：前田真宏
- 美術監督：菊地正典
- 色彩設計：中村近世
- 攝影監督：林コージロー、堀内隆
- 編集：重村建吾
- 音乐：田中公平
- 音响監督：鶴岡陽太
- 监制：伊藤敦、高梨実、石川真一郎
- 动画制作：GONZO
- 製作：GKプロジェクト（角川書店、萬代影視、波丽佳音、GONZO）

### 主题曲
片头曲「明日の笑顔のために」
作詞：佐藤順一
作曲：田中公平
編曲：岩崎文紀
演唱：松澤由美
片尾曲「今日から明日へ」
作詞：山口宏
作曲：田中公平
編曲：岩崎文紀
演唱：松澤由美

### 话数列表
| 話数 | 日本标题                  | 编剧     | 分镜              | 演出                      | 作画导演            |
| ---- | ------------------------- | -------- | ----------------- | ------------------------- | ------------------- |
| 1    | 地球防衛を開始せよ!       | 山口宏   | 佐藤順一          | 井之川慎太郎              | 田中雄一            |
| 2    | 平和のために立ち上がれ!   | 山口宏   | 千明孝一          | 高谷浩利                  | ふかざわまなぶ      |
| 3    | 魅惑の曲を響かせろ!       | 松井亜弥 | 大倉雅彦          | 細田雅弘                  | 高津幸央            |
| 4    | 新たな戦士を探せ!         | 三井秀樹 | 武本康弘          | 武本康弘                  | 池田和美            |
| 5    | 夢へ向かって駆け抜けろ!   | 山口宏   | 波丸鴨            | さかいあきお 松村やすひろ | 石原恵治            |
| 6    | 恐怖の女子寮に潜入せよ!   | 松井亜弥 | 東海林真一        | 佐藤陵                    | 堀内修              |
| 7    | 大空の敵を撃ち落とせ!     | 三井秀樹 | 西澤晋            | 西澤晋                    | 糸島雅彦            |
| 8    | 侵略者を見つけだせ!       | 山口宏   | 田村しゅうへい    | 木宮茂 松村やすひろ       | 高橋丈夫            |
| 9    | 漆黒のゲートをうち破れ!   | 山口宏   | 佐藤順一          | 細田雅弘                  | 高津幸央            |
| 10   | 悪魔の夢をふり払え!       | 三井秀樹 | 武本康弘          | 武本康弘                  | 米田光良            |
| 11   | あの新幹線を止めろ!       | 定山敬   | 鍋島修            | 松村やすひろ              | ふかざわまなぶ      |
| 12   | 北の大地へ飛べ!           | 松井亜弥 | 千明孝一          | 千明孝一                  | 後藤圭二 堀内修     |
| 13   | 倒せ、最強二大幹部!・前編 | 山口宏   | 東海林真一        | 東海林真一                | 門之園恵美          |
| 14   | 倒せ、最強二大幹部!・後編 | 山口宏   | 佐藤ゆうぞう      | 松村やすひろ              | ふかざわまなぶ      |
| 15   | お見合いをぶっつぶせ!     | 三井秀樹 | やまざきかずお    | 西山明樹彦                | 葉月十五            |
| 16   | ゲートロボ出撃せよ!       | 松井亜弥 | 武本康弘          | 武本康弘                  | 米田光良            |
| 17   | 道なき道を突っ走れ!       | 山口宏   | 佐藤順一          | 細田雅弘                  | 堀内修              |
| 18   | 侵略者を守り抜け!?        | 山口宏   | 波丸鴨            | 松村やすひろ              | 高橋丈夫            |
| 19   | ヤングの主張を聞け!       | 山口宏   | 東海林真一        | 岡田宇啓 東海林真一       | 松島晃              |
| 20   | 新たな年へ飛躍せよ!       | 松井亜弥 | 後藤圭二          | 後藤圭二                  | 門之園恵美 後藤圭二 |
| 21   | 守れ! 進歩と調和の祭典!   | 山口宏   | 佐藤順一 千明孝一 | 西山明樹彦                | ふかざわまなぶ      |
| 22   | 漆黒のロボを砕け!         | 山口宏   | 武本康弘          | 武本康弘                  | 米田光良            |
| 23   | 戦う勇気をふりしぼれ!     | 山口宏   | 佐藤順一          | 東海林真一                | 堀内修 門之園恵美   |
| 24   | 明日の笑顔のために        | 山口宏   | 千明孝一          | 千明孝一 西山明樹彦       | 後藤圭二            |